# Everybody's All-American
Pour plus de détails, voir Fiche technique et Distribution.
Everybody's All-American est un film dramatique américain réalisé par Taylor Hackford, sorti en 1988.

## Synopsis
Gavin Grey (Dennis Quaid) est un athlète des années 50 star plus connu sous le nom du "Fantôme Gris", qui joue au football américain à l'Université d'État de Louisiane. Sa copine, Babs Rogers (Jessica Lange), la nièce de Donnie (Timothy Hutton) connue sous le petit nom de "Cake", et son ami Ed Lawrence (John Goodman) adorent sa personnalité et son charme. Durant un important match au Sugar Bowl, le jeu agressif de Gavin, causes à un joueur de l'équipe opposée, une faute grave, permettant ainsi à celle-ci de gagner le match grâce à un touchdown.
Plus tard, Gavin se marie et fonde une famille. Son ami Ed ouvre un bar sportif à Bâton-Rouge. 
Gavin fait une dépression post-joueur à succès.
Elizabeth fait de son mieux pour garder le moral de son mari au beau fixe et s'occupe de toutes les tâches du ménage.

## Fiche technique
- Titre : Everybody's All-American
- Réalisation : Taylor Hackford
- Scénario : Thomas Rickman, d'après le roman de Frank Deford
- Production : Stuart Benjamin, Alan C. Blomquist, Taylor Hackford, Ian Sander et Laura Ziskin
- Société de production : Warner Bros. Pictures
- Musique : James Newton Howard
- Photographie : Stephen Goldblatt
- Montage : Don Zimmerman
- Décors : Joe Alves
- Costumes : Theadora Van Runkle
- Pays d'origine : États-Unis
- Langue : anglais
- Format : Couleurs - 1,85:1 - Dolby - 35 mm
- Genre : Drame
- Durée : 127 minutes
- Date de sortie : 4 novembre 1988

## Distribution
- Jessica Lange (VF : Corinne Le Poulain) : Babs Rogers Grey
- Dennis Quaid (VF : Emmanuel Jacomy) : Gavin Grey
- Timothy Hutton : Donnie
- John Goodman : Lawrence
- Carl Lumbly : Narvel Blue
- Ray Baker : Bolling Kiely
- Savannah Smith Boucher : Darlene Kiely
- Patricia Clarkson : Leslie Stone
- Joseph Meyer : Pep Leader
- J. Kevin Brune : Colocataire
- Roy B. Stewart Sr. : Junie
- Pat Pierre Perkins : Willy Mae